# Ergonomia pedagogiczna
Ergonomia pedagogiczna – dział pedagogiki zajmujący się problemami optymalizacji warunków materialnych pracy w szkole.
Ergonomia pedagogiczna bierze pod uwagę zasady i metody dostosowania zarówno stanowiska pracy nauczyciela jak i ucznia do ich konkretnych potrzeb wynikających z pracy dydaktycznej. Kształtuje prawidłowe warunki bezpieczeństwa i higieny pracy, dba o prawidłowy dobór środków dydaktycznych niezbędnych do osiągnięcia celu procesu nauczania, poszukuje rozwiązań dla osiągnięcia optymalnych warunków rekreacyjnych oraz zajmuje się estetyką szkoły i jej otoczenia.